# Papionini
Papionini são a tribo de macacos do velho mundo que inclui diversas espécies grandes de macacos, incluindo os macacas, babuínos e mandris.

## Classificação
- FAMÍLIA Macaco do Velho Mundo
  - Subfamília Cercopithecinae
    - Tribo Papionini
      - Gênero Macaca
      - Gênero Lophocebus
      - Gênero Rungwecebus - Kipunji
      - Gênero Papio - babuíno
      - Gênero Theropithecus - gelada
      - Gênero Cercocebus -
      - Gênero Mandrillus - mandril